# Chávez, le film
Pour la chanson de Gil Scott-heron, voir The Revolution Will Not Be Televised.
Pour plus de détails, voir Fiche technique et Distribution.
Chávez, le film (ou Coup d'État contre Chavez ; Chavez: Inside the Coup ou The Revolution Will Not Be Televised) est un documentaire réalisé par Kim Bartley et Donnacha O'Briain. Il décrit le coup d'État de 2002 contre le président Hugo Chávez.

## Présentation
Le documentaire a été tourné alors que les deux réalisatrices préparaient un documentaire sur le président Hugo Chávez au Venezuela. Elles se trouvaient à l'intérieur du palais présidentiel quand fut déclenché, le 11 avril 2002, le coup d'État conduit par les propriétaires des chaînes privées, les cadres de la compagnie pétrolière du Venezuela, ainsi qu'une poignée de dirigeants militaires avec le soutien, entre autres, des États-Unis, de l'Espagne, de la Colombie et du Salvador. Le film présente la chronologie du putsch et la mobilisation des millions de Vénézuéliens qui entraîna le retour au pouvoir d'Hugo Chávez 48 h après le début du coup, grâce à la garde présidentielle.
Ce documentaire a obtenu, entre autres, deux prix au Grierson Documentary Awards anglais en 2003. Il a été diffusé sur Arte en 2004.